# Rhizobiaceae
Le Rhizobiaceae sono une famiglia di proteobatteri.
Le Rhizobiaceae sono, come tutti i proteobatteri, Gram-negative. Esse sono inoltre microrganismi aerobici e sono a forma di bastoncello. Molte specie delle Rhizobiaceae sono diazotrofe, attuano l'azotofissazione e sono in simbiosi con le radici delle piante.

## Tassonomia
In passato tutte le specie della famiglia Rhizobiaceae venivano classificate all'interno del genere Rhizobium.
Una recente classificazione suddivide la famiglia Rhizobiaceae  in 12 generi e 92 specie secondo il seguente schema:
- Rhizobium - 40 specie
- Mesorhizobium - 22 specie
- Ensifer (ex Sinorhizobium) - 17 specie
- Bradyrhizobium - 8 specie
- Azorhizobium - 2 specie
- Methylobacterium - 1 specie
- Burkholderia - 7 specie
- Cupriavidus - 1 specie
- Devosia - 1 specie
- Ochrobactrum - 2 specie
- Phyllobacterium - 3 specie
- Shinella - 1 specie